# Colorado Avalanche
Colorado Avalanche je hokejaški klub iz Denvera, američka savezna država Colorado.
Natječe se u NHL-u od sezone 1995./96., preuzevši franšizu od Nordiques de Québeca.
Domaće klizalište: 
- McNichols Arena (1995. – 1999.)
- Pepsi Center (1999. – danas)

Klupske boje: ljubičasta, srebrna, plava i crna

## Uspjesi
- Stanleyev kup 1995./96., 2000./01., 2021./22.
- President's Trophy 1996./97., 2000./01., 2020./21.

## Poznati igrači i treneri
- Joe Šakić (Joe Sakic), najbolji svjetski igrač, hrvatskog podrijetla

## Vanjske poveznice
- Colorado Avalanche